# Sarasota Open 2013
Il Sarasota Open 2013 è stato un torneo di tennis facente parte della categoria ATP Challenger Tour nell'ambito dell'ATP Challenger Tour 2013. È stata la 5ª edizione del torneo che si è giocata a Sarasota negli Stati Uniti dal 15 al 21 aprile 2013 su campi in terra verde e aveva un montepremi di $100,000.

## Partecipanti singolare

### Teste di serie
| Nazionalità | Giocatore       | Ranking* | Testa di serie |
| ----------- | --------------- | -------- | -------------- |
| Stati Uniti | Michael Russell | 72       | 1              |
| Stati Uniti | Ryan Harrison   | 88       | 2              |
| Argentina   | Martín Alund    | 94       | 3              |
| Germania    | Benjamin Becker | 95       | 4              |
| Canada      | Jesse Levine    | 97       | 5              |
| Argentina   | Guido Pella     | 103      | 6              |
| Stati Uniti | Tim Smyczek     | 110      | 7              |
| Stati Uniti | Wayne Odesnik   | 119      | 8              |

- Ranking all'8 aprile 2013.

### Altri partecipanti
Giocatori che hanno ricevuto una wild card:
- Kyle Edmund
- Mitchell Frank
- Bjorn Fratangelo
- Tennys Sandgren

Giocatori che sono passati dalle qualificazioni:
- Ilija Bozoljac
- Jeong Suk-Young
- Alex Kuznetsov
- Lim Yong-Kyu

Giocatori che hanno ricevuto un entry come Alternate:
- Somdev Devvarman
- Bradley Klahn
- Denys Molčanov

## Partecipanti doppio

### Teste di serie
| Nazionalità | Giocatore       | Nazionalità | Giocatore     | Ranking* | Testa di serie |
| ----------- | --------------- | ----------- | ------------- | -------- | -------------- |
| Svezia      | Johan Brunström | Stati Uniti | Eric Butorac  | 101      | 1              |
| Regno Unito | Jamie Murray    | Australia   | John Peers    | 154      | 2              |
| Stati Uniti | Nicholas Monroe | Germania    | Simon Stadler | 163      | 3              |
| Germania    | Benjamin Becker | Italia      | Stefano Ianni | 298      | 4              |

- Ranking all'8 aprile 2013.

### Altri partecipanti
Coppie che hanno ricevuto una wild card:
- Terrell Celestine /  Siddhartha Chappidi
- Bjorn Fratangelo /  Mitchell Krueger
- Alex Kuznetsov /  Miša Zverev

Coppie che sono passate dalle qualificazioni:
- Ilija Bozoljac /  Somdev Devvarman

## Vincitori

### Singolare
Alex Kuznetsov ha battuto in finale  Wayne Odesnik con il punteggio di 6–0, 6–2.

### Doppio
Ilija Bozoljac /  Somdev Devvarman hanno battuto in finale  Steve Johnson /  Bradley Klahn con il punteggio di 6(5)–7, 7–6(3), [11–9].